# Улица Кеныню
Улица Ке́ныню (латыш. Ķēniņu iela — Королевская улица) — короткая улица в Риге, в историческом районе Старый город. Ведёт от площади Ливов в сторону улицы Вальню, пересекая улицы Зиргу и Маза Смилшу. Длина улицы — 47 метров.

## История
Карта Риги за 1792 год впервые показывает улицу под названием Малая улица (нем. Kleine Straße). В 1803 году улица переименована в Малую Королевскую (Kleine Königstraße, с 1920 года латыш. Mazā Ķēniņu iela), а в 1941 году — в Малую Коммунальную улицу (Mazā Komunālā iela), с 1942 по 1944 год снова называлась Kleine Königstraße, в 1944 году было возвращено название Малая Коммунальная. С 1987 года улица носит нынешнее название.
По одной из версий, название Королевская (нем. Königstrasse) происходит от распространённой в средневековой Риге фамилии Конинк.

## Достопримечательности
- д. 4 — жилой дом (XVII—XVIII век).
- д. 14 на углу с улицей Зиргу (1788, архитектор К. Хаберланд) — посольство Норвегии.